# Inzer (folyó)
Az Inzer (oroszul: Инзер, baskír nyelven Инйәр) folyó Oroszország európai részén, Baskíria keleti felén; a Szim bal oldali, legnagyobb mellékfolyója.

## Földrajz
Hossza: 307 km, vízgyűjtő területe: 5380 km², évi közepes vízhozama a torkolatnál: 67,7 m³/s.
A Déli-Urál nyugati lejtőin ered, ott Nagy-Inzernek nevezik. Kezdetben délnyugat felé folyik, majd északra, Inzer település után északnyugatra fordul. Itt egyesül a Kis-Inzerrel (96 km), innentől kezdve a folyó neve Inzer. Völgye nagyrészt erdőkkel borított hegyek között kanyarog.
November közepétől április közepéig befagy. Partján nincsenek városok; tiszta vize és könnyű elérhetősége miatt Ufa lakóinak kedvelt kirándulóhelye. Inzer településre Ufából villanyvonat (elektricska) közlekedik, nyomvonala a folyó völgyét követi.